# Kapıkaya, Siverek
Kapıkaya là một thị trấn thuộc huyện Siverek, tỉnh Şanlıurfa, Thổ Nhĩ Kỳ. Dân số thời điểm năm 2011 là 4.194 người.